# Exostema angustifolium
Exostema angustifolium är en måreväxtart som först beskrevs av Olof Swartz, och fick sitt nu gällande namn av Schult.. Exostema angustifolium ingår i släktet Exostema och familjen måreväxter.
Artens utbredningsområde är Haiti. Inga underarter finns listade i Catalogue of Life.